# 須沢朝美
須沢 朝美（すざわ あさみ、11月18日 - ）は、日本の女性声優。
東京都出身。身長 161cm。オフィスPACに所属していた。

## 出演作品

### 吹き替え
※（）役名、〔〕俳優名

#### テレビドラマ
- イニョン王妃の男
- オースティン&アリー
- ギルモア・ガールズ　(第7シーズン)
- クリミナル・マインド FBI行動分析課　(第7シーズン)
- その冬、風が吹く（パク・ジンミ）〔チェ・イェスル〕
- とび蹴りアチョ〜ズ
- 百年の花嫁[2]
- フォーリング スカイズ　(第2シーズン以降)（ジーン・ウィーヴァー）〔レイシー・J・メイリー〕
- ホワイトカラー (テレビドラマ)　(第4シーズン)
- マッドメン (テレビドラマ)　(第5シーズン)（メレディス）
- ヤング・スーパーマン　(第9シーズン)
- レバレッジ 〜詐欺師たちの流儀　(第4シーズン)

#### 映画
- スター・ウォーズ/フォースの覚醒
- MAMA

#### アニメ
- ちいさなプリンセス ソフィア
- ミッキーマウス!

### ボイスオーバー
- アメリカお宝鑑定団ポーンスターズ（ヒストリーチャンネル）
- アメ車カスタム専門 カウンティング・カーズ（ヒストリーチャンネル）
- 伝説の企業家〜アメリカをつくった男たち〜（ヒストリーチャンネル）
- ハロウィーンの本当の話（ヒストリーチャンネル）
- モーガン・フリーマンが語る宇宙 4（ディスカバリーチャンネル）
- スーパーヒューマン 現代の超人たち 2（ディスカバリーチャンネル）
- マーサ・スチュワート・ショー（Dlife）

### テレビアニメ
2015年
- アクエリオンロゴス（男子D）

### OVA
- じしんがきたらどうする?むしむし村の防災訓練（アビー）
- とびだしはあぶないぞ!むしむし村の交通安全（ブンタ）

### ゲーム
2013年
- ダンボール戦機ウォーズ（門倉アンナ）
- ライトニング リターンズ ファイナルファンタジーXIII

### CM
- ケータイ恋愛ゲーム「チャン・グンソク ときめきLoveストーリー」

### 舞台
- お綾や、お謝りなさい（AMGホール） - お綾、他
- READY（明石スタジオ） - 翔子
- 真田風雲録（築地ブディストホール） - お霧／霧隠才蔵
- CRIMES OF THE HEART（PACアトリエ） - ベイブ・マグラス
- 見よ、飛行機の高く飛べるを（PACアトリエ） - 光島延ぶ